# Pauline (zangeres)
Pauline (Lens, 5 januari 1988), de artiestennaam  van Pauline Vasseur, is een Franse singer-songwriter, muzikante en arrangeur.

## Biografie
Het album Allô le monde werd uitgebracht op 1 oktober 2007. Pauline scoorde een hit met het gelijknamige nummer, dat een van de hits van de zomer van 2008 werd, nummer acht in de Top 50 bereikte en 100.000 exemplaren verkocht.
Na een 40-date tour door Frankrijk en België geproduceerd door touroperator Gilbert Coullier, bracht Pauline in maart 2010 een nieuwe single uit, Tous les Jours, geschreven samen met François Welgryn. Het was de 1e single van haar album La vie du bon côté, uitgebracht op 31 mei 2010.
Het album is donkerder dan het vorige, met een meerderheid aan melancholische pianoballads. De zangeres schreef bijna alle nummers en Patrice Guirao schreef Laisser Passer. De visuals zijn gemaakt door Laurent Seroussi, bekend van zijn werk met Nolwenn Leroy en Zazie.
Na Tous les Jours bracht Pauline Dormons Mieux uit , gevolgd door Music Pop. Een video gemaakt door haar fans die zichzelf filmden terwijl ze dit nummer zongen werd gepubliceerd, het resultaat van een wedstrijd aangeboden door de zangeres via haar website.
Op zoek naar een platenlabel ontmoette de artieste Rose-Hélène Chassagne, die haar hielp haar derde album uit te brengen. Pauline werd een Warner Music France-artiest op 12 april 2012. Het derde album, getiteld Le Meilleur de nous-mêmes, werd uitgebracht op 27 mei 2013. De eerste single Je parle je parle werd onthuld op 5 februari 2013. De clip werd in drie maanden 40.000 keer bekeken op YouTube.
Net als op haar eerste album werkte de zangeres met een aantal songwriters, waaronder degenen die hadden deelgenomen aan Allô le monde.
Ze nam deel aan het album Génération Goldman 2, waar ze La vie par procuration zong met de zangeres Leslie en Juste après met Emmanuel Moire.
De tweede single, Le meilleur de nous-mêmes, werd uitgebracht op 13 januari 2014.
Na 6 jaar afwezigheid van het medialandschap, volgens een artikel gepubliceerd in de krant La Voix du Nord in 2019, bereidt de zangeres Pauline momenteel haar vierde album voor.
In 2023 begint Pauline aan een filmcarrière en speelt ze een kleine rol in La Vie pour de vrai van Dany Boon. In juni 2023 kondigde ze ook aan dat ze haar vierde studioalbum aan het voorbereiden was en dat ze een roman aan het schrijven was.

## Discografie

### Albums
- 2007 : Allô le monde
- 2010 : La vie du bon côté
- 2013 : Le Meilleur de nous-mêmes

### Singles
- 2007 : Allô le monde
- 2008 : C'est pas toi qui m'auras
- 2010 : Tous les jours
- 2010 : Dormons mieux
- 2013 : Je parle je parle
- 2013 : La vie par procuration
- 2013 : Le meilleur de nous-mêmes